# Ali bin Hussein af Hijaz
Ali bin al-Hussein bin Ali al-Hashimi (arabisk: علي بن الحسين بن علي الهاشمي, tr. ʿAlī ibn al-Ḥusayn ibn ʿAlī al-Hāshimī; født 1. januar 1879, død 14. februar 1935) var konge af Hijaz og sharif af Mekka fra oktober 1924 til december 1925.
Han var den ældste søn af Hussein bin Ali, sharif af Mekka, den første konge af Hijaz. Han deltog blandt andet i Den Arabiske Opstand under 1. verdenskrig mod Det Osmanniske Rige sammen med sin far. Da han tiltrådte som konge, arvede han også titlen sharif af Mekka. Ali og hans familie flygtede til Irak i 1925, da Ibn Sauds styrker indtog Jeddah, og flyttede senere til Transjordanien, hvor hans broder Abdullah regerede som emir.
Han havde en søn Abd al-Ila'h og fire døtre. Hans datter Aliya bint Ali var gift med kong Ghazi af Irak.